# Symphonie no 1 de Glass
Pour les articles homonymes, voir Symphonie no 1.
La Symphonie no 1 dite « Low » de Philip Glass est une œuvre composée en 1992 pour un orchestre symphonique et basée sur l'album expérimental et avant-gardiste Low (1977) de David Bowie dont elle emprunte le nom.

## Historique
Philip Glass et la musique minimaliste des années 1970 ont profondément influencé les compositions de David Bowie et de Brian Eno à la même époque. Bowie, collaborant avec Eno, écrit alors deux albums expérimentaux Low et "Heroes" où se retrouvent des techniques minimalistes. Une vingtaine d'années plus tard, Philip Glass s'inspira en retour de Low pour composer au printemps 1992 sa première symphonie autour de certains motifs des chansons de l'album éponyme. Philip Glass ne s'est pas basé sur l'album Low original pour composer sa symphonie, mais sur une version remastérisée publiée en 1991 par Rycodisk. La composition Some Are, absente de l'original, y apparait sous forme de bonus.
La première mondiale de l'œuvre est donnée le 30 août 1992 par Dennis Russell Davies dirigeant la Junge Deutsche Kammerphilharmonie à Munich.
David Bowie publiera, en 1993 puis en 2001, sur l'album de compilation All Saints, qui regroupe la plupart de ses travaux instrumentaux, la version Some Are tirée de la symphonie de Glass.

## Structure
La symphonie est composée de trois mouvements qui empruntent leurs titres à des chansons de l'album éponyme de Bowie :
1. Subterraneans - 15 min 11 s
2. Some Are - 11 min 20 s
3. Warszawa - 16 min 01 s

L'exécution de l'œuvre dure environ 42 minutes.

## Discographie sélective
- Symphonie n°1 « Low », par le Brooklyn Philharmonic dirigé par Dennis Russell Davies, chez Point Music, 1993.